# لوئیس امانوئل
لوئیس امانوئل (انگلیسی: Lewis Emanuel؛ زادهٔ ۴ اکتبر ۱۹۸۳) بازیکن فوتبال اهل بریتانیا است.
از باشگاه‌هایی که در آن بازی کرده‌است می‌توان به باشگاه فوتبال لوتون تاون، باشگاه فوتبال برنتفورد، و باشگاه فوتبال برادفورد سیتی اشاره کرد.
وی همچنین در تیم ملی فوتبال Republic of Ireland B بازی کرده‌است.